# Pavillon de l'Horloge
El Pavillon de I´Horloge (lit., 'Pabellón del Reloj'), también conocido como Pavillon Sully, es un destacado cuerpo de edificación de estilo Barroco situada en el centro del ala occidental de la Cour Carrée del palacio del Louvre en París. Desde finales del siglo XIX, el nombre Pavillon de l'Horloge se ha aplicado generalmente a la cara oriental de la edificación, que data del siglo XVII, y el nombre Pavillon Suly a su cara occidental, que fue redecorada en la década de 1850 como parte de la a ampliación del Louvre de Napoleón III.
El pabellón fue construido justo al norte de la antigua ala Lescot  entre 1624 y aproximadamente 1645, un proceso prolongado debido a las dificultades que enfrentó Francia a fines de la década de 1620 y en la década de 1630. El edificio y su icónico techo con cúpula cuadrada fueron diseñados por el arquitecto Jacques Lemercier, quien fue seleccionado en un concurso en 1624.
El 1 de septiembre de 1794 se instaló en lo alto del pabellón un semáforo o telégrafo del tipo recién inventado por Claude Chappe. Permaneció allí hasta 1806, cuando fue retirado por razones estéticas y de seguridad por el arquitecto del Louvre Pierre-François-Léonard Fontaine.
A principios del siglo XIX se colocó un reloj (en francés: horloge) en el nivel del ático, que dio al pabellón su nombre actual.
La fachada occidental fue remodelada integralmente por Hector-Martin Lefuel en la década de 1850 durante el Segundo Imperio francés , cuando se le dio el nombre de Pavillon Sully (en honor a Maximilien de Béthune, duque de Sully). Lefuel también reconstruyó las dos chimeneas icónicas de la estructura, que habían sido demolidas a principios del siglo XIX

## Interior

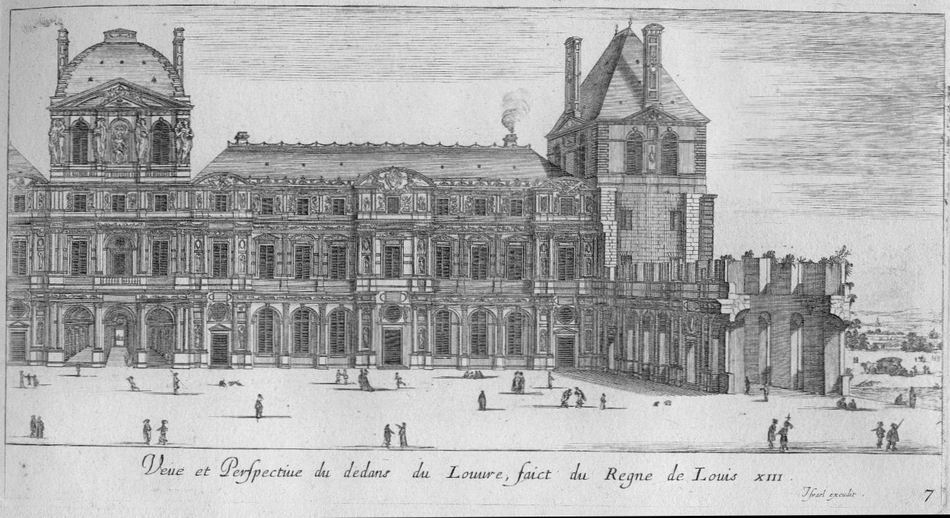
Vista y perspectiva desde el interior del Louure, realizada durante el reinado de Luis XIII

El nivel subterráneo o Crypte Sully fue diseñado por primera vez en la década de 1930 por el arquitecto del Louvre Albert Ferran como parte de un plan más amplio para crear un itinerario museístico continuo en la planta baja de la Cour Carré. Fue remodelado en la década de 1980 como parte del proyecto Grand Louvre, en virtud del cual también conecta los espacios subterráneos debajo de la Pirámide del Louvre con las salas recién establecidas que conservan los restos del Louvre medieval.
En el primer piso, sobre el pasillo, hay un corredor que une las dos escaleras monumentales que flanquean el Pabellón y, frente a la Cour Napoleón, una gran sala que fue acondicionada en la década de 1650 para ser la Capilla del Palacio del Louvre. Esta sala, la Salle de la Chapelle, solía ser de doble altura, pero fue dividida verticalmente en el siglo XVIII para crear espacio en el ático. Un proyecto de 1915 para restaurar la doble altura quedó sin implementar. La sala se utilizó para la exposición de objetos de bronce antiguos, luego para exposiciones temporales desde la década de 1990 hasta la década de 2010, y desde julio de 2016 ha estado dedicada a la historia de las colecciones del Louvre. En su puerta de entrada hay una puerta de Hierro forjado originalmente del Castillo de Maisons-Laffitte, instalada allí en 1819 por el arquitecto Pierre Fontaine.
En el segundo piso o ático, la sala principal sobre la antigua capilla se dedica desde 2016 a la información sobre los nuevos desarrollos del Louvre y sus dos satélites en el norte de la ciudad de Lens (Francia) y Abu Dabi Emiratos Árabes Unidos.
El tercer piso era una única gran sala que se extendía hasta el techo. Desde su finalización en 1644 se utilizó para almacenar muebles. En la década de 1850, Hector-Martin Lefuel creó un tragaluz para que la luz entre desde el techo. Esta sala fue remodelada por el arquitecto del Louvre Victor-Auguste Blavette alrededor de 1920, y la colección pionera de arte islámico del Louvre se exhibió allí desde junio de 1922. Entonces se conocía como Salle Delort de Gléon , como homenaje al empresario Alphonse Delort de Gléon  (1843-1899) y su esposa Marie-Augustine (1852-1911), quienes legaron piezas de arte islámico que se unieron a la colección del Louvre en 1912. Esta sala, sin embargo, fue dividida en 1979 para crear un espacio de reserva para la colección de pinturas del Louvre, y dividida aún más en la década de 2000 para que ahora tenga cuatro niveles en su interior.
La estructura de madera que sostiene el tejado es en gran parte original del siglo XVII.